# Ludwig Forwerk

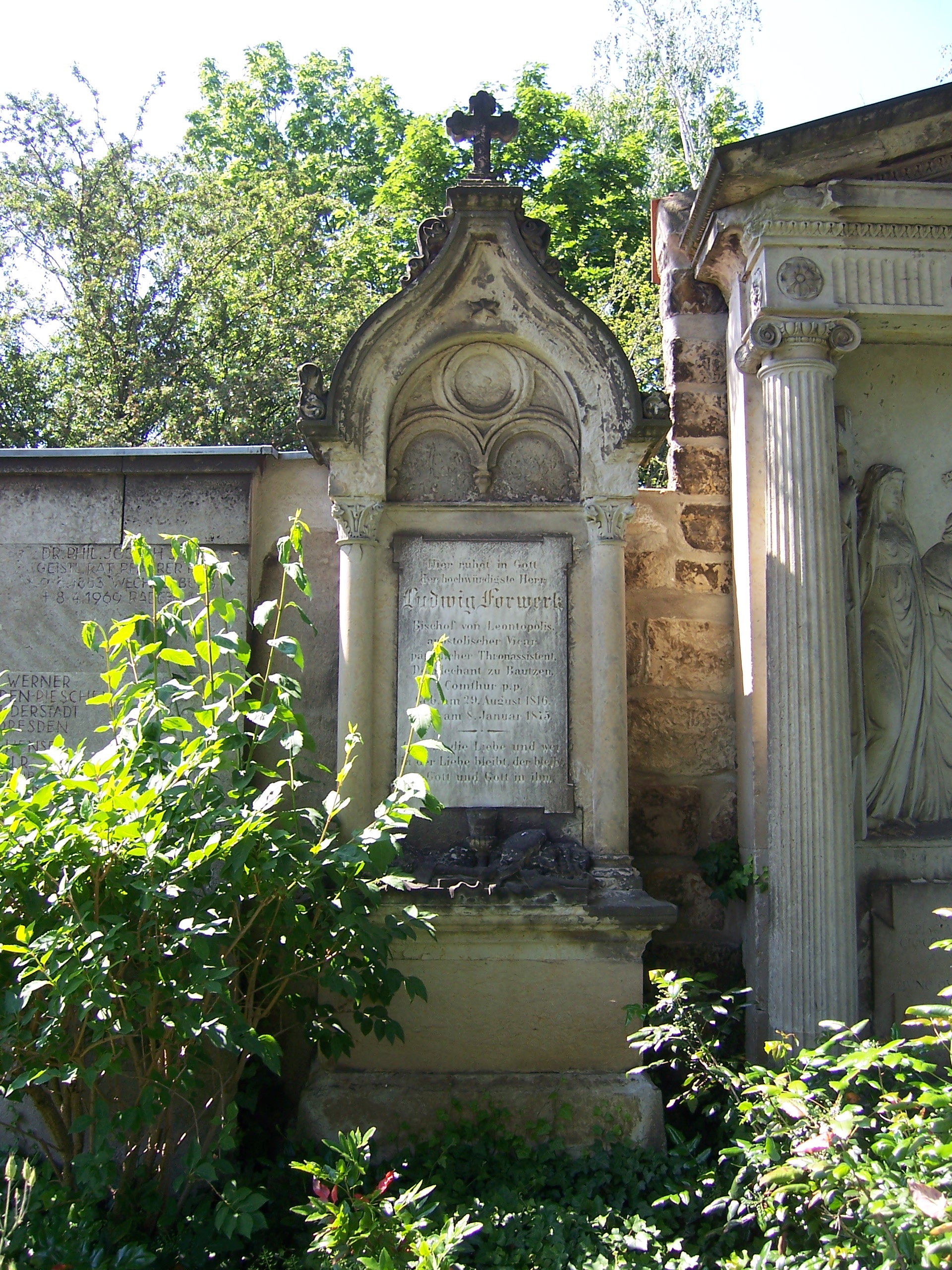
Grab Ludwig Forwerks in Dresden

Ludwig Anton Forwerk (* 29. August 1816 in Dresden; † 8. Januar 1875 ebenda) war ein deutscher römisch-katholischer Geistlicher.

## Leben
Der aus der sächsischen Residenzstadt Dresden stammende Forwerk studierte von 1831 bis 1839 in Prag und war zunächst nach seiner 1839 erfolgten Priesterweihe Feiertagsfrühprediger, Hofkaplan und Prinzenerzieher am königlichen Hof in Dresden. Von 1854 bis zu seinem Tod war er Apostolischer Vikar in den Sächsischen Erblanden, Apostolischer Präfekt des ehemaligen Bistums Meißen im Markgrafentum Oberlausitz sowie Domdechant von Bautzen. Als Dekan des Domstifts zu Bautzen, wo er am 6. September 1854 seinen Einzug hielt, war er von 1854 bis 1875 Mitglied der I. Kammer des Sächsischen Landtags. Zudem war er vom 11. Juli 1854 bis zu seinem Tod Titularbischof von Leontopolis in Augustamnica. Die Bischofsweihe spendete ihm am 24. September 1854 Friedrich Johannes Jacob Cölestin von Schwarzenberg, der Erzbischof von Prag. Forwerk war einer der Bischöfe, die sich dem Vatikanum erst nachträglich unterwarfen.
Sein Grab befindet sich auf dem Alten Katholischen Friedhof in Dresden.